# Блідарі (Думітрешть, Вранча)
Блідарі (рум. Blidari) — село у повіті Вранча в Румунії. Входить до складу комуни Думітрешть.
Село розташоване на відстані 140 км на північний схід від Бухареста, 26 км на південний захід від Фокшан, 88 км на захід від Галаца, 101 км на схід від Брашова.

## Населення
За даними перепису населення 2002 року у селі проживали 250 осіб, усі — румуни. Усі жителі села рідною мовою назвали румунську.